# Amàlia Caterina de Waldeck-Eisenberg
Amàlia Caterina de Waldeck-Eisenberg (en alemany Amalia Katharina von Waldeck-Eisenberg) va néixer a Culemburg (Alemanya) el 13 d'agost de 1640 i va morir a la mateixa ciutat el 4 de gener de 1699. Era filla de Felip de Waldeck-Eisenberg (1614-1645) i de Maria Magdalena de Nassau-Siegen (1622-1647).

## Matrimoni i fills
El 26 de desembre de 1664 es va casar a Arolsen amb el comte Jordi Lluís I d'Erbach-Erbach (1643-1693), fill de Jordi Albert I d'Erbach (1597-1649) i de la comtessa Elisabet Dorotea de Hohenlohe-Waldenburg-Schillingsfürst (1617-1655). El matrimoni va tenir catorze fills, encara que la majoria no arribaren a l'edat adulta:
- Enriqueta (1665-1665)
- Enriqueta Juliana (1666-1684)
- Felip Lluís (1669-1720)
- Carles Lluís (1670-1704)
- Jordi Albert (1671-1671)
- Amàlia (1672- ?)
- Frederic Carles (1673-?)
- Magdalena Carlota (1676-1676)
- Guillem Lluís (1677-1678)
- Amàlia Caterina (1678-1678)
- Frederica Carlota (1679-1679)
- Frederic Carles (1680-1731), casat amb Sofia Elionor de Limpurg (1695-1737)
- Ernest (1681-1684)
- Sofia Albertina (1683-1742), casada amb el duc Ernest Frederic I de Saxònia-Hildburghausen (1681-1724)